# Magična fontana Monžuik
Magična fontana Monžuik je fontana koja se nalazi na vrhu ulice Avinguda Maria Kristina u kraju Barselone koje se zove Monžuik. Fontana se nalazi ispred Nacionalne Palate na brdu Monžuik i u blizini Trga Španija i muzeja na otvorenom Poble Espanjol. Fontana je, kao i vecina okolnih gradjevina napravljena za medjunarodnu izložbu u Barseloni 1929. godine.
Fontana izbacuje 2650 litara vode u sekundi kroz 3620 mlaznica koje stvaraju njen efekat. Najviši mlaz vode je 52 metra.
Magičnu fontanu je projektovao Karles Buigas, koji je bio stručnjak za projektovao osvetljene fontane od 1922. godine. Mesto na kome je fontana napravljena je bila prvobitna lokacija Četiri stuba. Stubovi, koji su predstavljali Katalonijski pokret su uništeni 1928. godine po naredbi premijera Miguel Prio de Rivera i ponovo su izgradjeni 2010. godine nekoliko metara dalje od prvobitne lokacije.
Buigas je predstavio projekat godinu dana pre izložbe, i mnogu su smatrali plan suviše ambiciozan, sa mnogo malo vremena da bi se uspešno završio. Na realizaciji projekta bilo je angažovano preko 3000 radnika. Prva predstava je izvedena 19.5.1929. godine, dan pred početak izložbe. Fontana je mnogo oštećena u Španskom gradjanskom ratu i nije radila do 1955. godine, kada je Buigas izvršio neophodne popravke 80-tih godina prošlog veka ubačena je muzika uz svetlostni spektakal, fontana je zajedno sa Nacionalnim Muzejem kompletno obnovljena zbog letnjih Olimpijskih igara održanih 1992. godine na Monžuiku. Predstave uključuju filmsku, klasičnu i modernu muziku kao što je iz muzika iz filmova ,,Kum“, ,,Gladijator“, muzika španskog zarzuela pokreta i pesma Barselona koju izvode Fredi Merkjuri i Mont Serat Kabelje, kao i moderne pop pesme. Predstave se odvijaju u intervalima od pola sata svakog vikenda, sa produženim vikendima tokom letnje sezone.